# 曾厝垵飞机场
曾厝垵飞机场又称曾厝垵海军机场，是厦门市历史上的第一座官办机场，位于厦门岛南端的曾厝垵（现环岛路音乐广场、海港城、佳丽海鲜一带），距离厦门大学约1公里。机场于1929年1月兴建直至1938年2月废弃，在用期间隶属于厦门海军航空处。

## 历史
1929年1月，南京海军司令部命令漳厦海军警备司令部在厦门设立厦门海军航空处，并建立水上飞机下水道和飞机场，即曾厝垵飞机场。曾厝垵飞机场由厦门堤工处测量，上海同记建筑公司承造。1930年4月机场完工，占地约19.6万平方米，西端建有一座可以容纳10架小型飞机的机库，在机库西侧泽维一栋三层楼房，设有办公室、修理厂、动力厂、发电所、无线电房、测候室、保存库，此外机场还建有水上飞机的下水码头。
1929年8月，厦门海军航空处向英国爱维罗公司购买4架教练机，分别命名为厦门号、江鹞号、江鹈号、江鹕号。
1933年2月，上海海军航空处由于场所规模狭小移设厦门，与厦门海军航空处合并改编。至此，飞机场共拥有教练机、侦察机、轰炸机计3个中队17架飞机。同年7月，飞机场的水上飞机下水道由于频繁使用而损坏重建，并于10月完成。
1938年2月6日，因抗日战争局势紧张，中華民國海軍部决定裁撤海军航空处，同时曾厝垵飞机场被废弃。
如今，曾厝垵飞机场仍然作为地名出现在当地政府的一些通告中。

## 通航记载
1929年3月1日，厦门海军航空处飞行员陈文麟驾驶阿维安号轻型飞机从英国伦敦起飞，途经德国、比利时、法国、印度、越南等欧亚十几个国家，最终于5月12日飞抵当时尚未完全修建完成的曾厝垵飞机场，行程1.5万公里，成为“中国第一个单人驾机飞越欧亚大陆的飞行员”。
1930年11月12日，英国籍女飞行员白鲁斯夫人驾机由香港飞抵厦门，降落在曾厝垵飞机场。
1934年4月24日，法国女飞行员希尔兹和工程师赖玛威驾驶飞机至厦门游玩，降落在曾厝垵飞机场。